# ホーン・ユキ
ホーン・ユキ（1950年〈昭和25年〉12月16日 - ）は、神奈川県横浜市生まれ、東京都国立市育ちの元アイドル、女優。元夫は俳優の入川保則。身長166cm、B90cm、W60cm、H90cm（1975年5月）。

## 来歴・人物
東京都立日野高等学校卒業（第1期生。1年後輩に忌野清志郎と三浦友和がいる）。父親はアメリカ人、母親は日本人。日本育ち。
元々、歌や踊りが好きで、大学受験に落ちて浪人中にスクールメイツの募集広告を見て、スクールメイツに入る。1971年に元からスクールメイツにいた3人と渡辺プロダクションの4人組アイドルグループ「ザ・シュークリーム」のメンバーとしてデビューした。同じナベプロのゴールデン・ハーフに対抗するグループだった。グループ当時の名前は「ホーン・ユキエ」であった。しかしメンバーの方向性が合わず、ホーン・ユキが疲れて解散を申し出て、1973年にグループは解散した。その後は幼稚園の先生か保母か看護婦か、人の役に立つ普通の仕事をしたいなと考えていたが、杉村春子の『女の一生』を観て感激し、女優を志す。ナベプロでレッスンの先生だった宮川泰が『ワンサくん』（KTV）の音楽を担当していて、声優を勧められ、女優・タレントとしての活動を増やした。キャリアで断トツに有名なのが『傷だらけの天使』で、萩原健一たちにセクハラ三昧を受ける「綾部情報社」秘書・浅川京子役。出演経緯は、ナベプロ系列の渡辺企画が制作に関わっていたため、キャスティングされたという。バストサイズ90cmのグラマラスな容姿からカラーグラビアを数多く飾った。
1970年代当時の「ボインちゃん」という言葉で形容されることが多く、明るいお色気路線を代表する存在であった。自身でも「ちょっと色っぽい役が多かったので、自分で体の線が出るような服を好んで着ていました」と話している。
1979年、ドラマで共演した俳優の入川保則と駆け落ちし結婚。芸能界に未練はなく、以降専業主婦として仕事をセーブし、男の子を3人育てた。
1983年、露口茂主演の時代劇スペシャル「裏切りの報酬 追放者・九鬼真十郎」への出演を最後に、芸能界の第一線から退いた。またこの作品の撮影時は次男出産直後だったため、露口との濡れ場の撮影現場で母乳が溢れ出てしまい出演者・スタッフ共々大笑いしながら撮影された。『映画秘宝』2019年12月号のインタビューでは「役者をやっていた時期は7年くらいですが、所属事務所の力もあって相当いろんな作品に出てるので、全部は覚えていないんです」と話している。
2004年、入川保則と離婚。以後は独身で警備業に従事していたが、2016年に退職し、以後スクリーンライブ活動を行っている。
2019年には地元の町田市で障がい者支援のボランティアをしていることが報じられた。

## 出演作品

### テレビドラマ
- ラブラブライバル（1973年、TBS / 大映テレビ）
- 天下堂々（1973年、NHK）
- アイフル大作戦 第22話「ゲタゲタ笑う墓の下のガイ骨」（1973年、TBS / 東映）
- とび出せ! 真理ちゃん（1973年、TBS）
- ジャンボーグA（MBS / 円谷プロダクション）- 宇宙魔女ババラス人間体
  - 第41話「宇宙魔女ババラスのロボット作戦」（1973年）
  - 第42話「呪い針!ババラスの逆襲」（1973年）
- 科学捜査官 第16話「ノミ屋殺し」（1974年、KTV / 松竹） - 山本あつこ
- バーディー大作戦（TBS / 東映）
  - 第7話「スター結婚式殺人事件」（1974年） - 冬木リサ
  - 第48話「必殺! ママに捧げる犯罪」（1975年）
- かたぐるま（土曜劇場、フジテレビ、1974年1月5日 - 3月30日）- 洋品店員
- 傷だらけの天使（1974年 - 1975年、NTV / 東宝） - 浅川京子
- 木下恵介 人間の歌シリーズ / もうひとつの春（1975年、TBS）
- 長崎犯科帳 第25話「欲ボケ野郎は海へ沈めろ」（1975年、NTV / ユニオン映画） - お美代
- はぐれ刑事（1975年、NTV / 国際放映 / 俳優座） - ラリパッパのお京
- 土曜劇場 / 赤ちゃんがいっぱい（1975年、CX） - 順子
- 結婚前夜シリーズ 第6話「さよならインバネス」（1976年、TBS） - 原夏江
- 泣かせるあいつ（1976年、NTV / 松竹）
- 水戸黄門 第7部 第18話「盗まれた印籠 -山形-」（1976年、TBS / C.A.L） - ちず
- ベルサイユのトラック姐ちゃん（1976年、NET / 東映） - 菊江
- いろはの"い"（1976年 - 1977年、NTV / 東宝） - 記者クラブ庶務・ユリ
- 夜明けの刑事 （TBS / 大映テレビ）
  - 第17話「さあ、女の復讐が始まるわ!」（1975年1月22日）
  - 第102話「モシモシ、私が犯人です」（1977年1月19日）　- 野村ユキ
- 同心部屋御用帳 江戸の旋風II 第42話「人質を取り返せ!」（1977年、CX / 東宝） - お妻
- ご存知!女ねずみ小僧 第2話「泣くときは、いつも独り」（1977年、CX　/ 松竹） - おちゃら
- 華麗なる刑事 第21話「真夏の夜の迷探偵」（1977年、CX / 東宝） - ナツコ
- 新・木枯し紋次郎 第11話「笛の流れは三度まで」（1977年、12ch / C.A.L） - お千代
- 同心部屋御用帳 江戸の旋風（第3シリーズ） 第30話「佃のいさり火」（1977年、CX / 東宝）
- おおヒバリ!（1977年 - 1978年、TBS）
- 土曜ワイド劇場（ANB）
  - いのちある限り 燃えろ!熱球（1977年）
  - 猫が運んだ新聞（1979年）
- 青いくちづけ（1978、MBS）
- ハッピーですか?（1978年、NTV）
- 大追跡 第21話「危険なハイウェイ」（1978年、NTV / 東宝） - 内藤ミサ
- 大岡越前 第5部 第23話「裁けなかった恋の道」（1978年、TBS / C.A.L） - 片山さえ
- 日曜恐怖シリーズ（KTV）
  - 第1シリーズ 第6話「女人まんだら」（1978年）
  - 第2シリーズ 第9話「悲しみの山荘」（1979年）
- 銀河テレビ小説 / わたしの愛は（1978年、NHK）
- チェックメイト78 第12話「警部と華道殺人事件」（1978年、ABC / テレパック）
- 連続テレビ小説（NHK）マー姉ちゃん（1979年） - 三郷絹代
- ゆうひが丘の総理大臣 第15話「幸福つかまえた!」（1979年、NTV / ユニオン映画）
- 大空港（CX / 松竹）
  - 第36話「さらば鯉沼刑事! 炎の中の青春は終れり」（1979年） - 三堀由起
  - 第53話「マフィアの恐怖! フラメンコ・ダンサーの愛と死」（1979年） - 宗方真由美
- 俺たちは天使だ! 第5話「運が悪けりゃ女にモテる」（1979年、NTV / 東宝） - 今野ゆり
- おやこ刑事 第11話「脅迫者はネグリジェを着ていた」（1979年、12ch）
- 雲霧仁左衛門（1979年、KTV / 松竹） - お松
- 噂の刑事トミーとマツ 第2話「トミーの初恋・夢見街」（1979年、TBS / 大映テレビ） - 「バッカス」のホステス
- 探偵物語 第12話「誘拐」（1979年、NTV / 東映芸能ビデオ） - マヤ
- 駆け込みビル7号室 第10話「純白のウェディングドレスが泣いている」（1979年、CX / 三船プロ） - あけみ
- 銀河テレビ小説 / 春の珍客（1979年、NHK） ※この作品で入川保則との共演の暫く後に結婚
- ミラクルガール（1980年、12ch / 東映） - ジュン
- 大捜査線 第13話「標的という名の女」（1980年、CX / ユニオン映画）- サオリ
- 鬼平犯科帳 (萬屋錦之介) 第1シリーズ 第8話「おしま金三郎」（1980年、ANB / 東宝） - おしま
- 銀河テレビ小説 / 冬の祝婚歌（1980年、NHK）
- 連続テレビ小説 / よーいドン（1982年、NHK）
- 時代劇スペシャル / 裏切りの報酬 追放者・九鬼真十郎（1983年、CX / 国際放映） - お仲

### テレビアニメ
- ワンサくん（1973年、KTV / 虫プロ） - ミドリ[6]

### 映画
- ムツゴロウの結婚記（1974年、松竹）
- ザ・ドリフターズの極楽はどこだ!!（1974年、松竹） - メリ子
- 襟裳岬（1975年、日活） - アパートの隣人
- おしゃれ大作戦（1976年、東宝） - 富森助子
- 俺たちの交響楽（1979年、松竹） - 橋本トシ子
- 青春 PARTII（1979年、ATG） - 原口和枝
- 港町紳士録（1979年、松竹） - マリー

### バラエティ番組
- ドレミファ学園（ザ・シュークリーム時代）
- スター誕生!（初期のアシスタントとしてザ・シュークリーム時代に出演）

## 音楽活動

### ザ・シュークリーム時代
- 恋の五ヶ条 / ホットパンツのお嬢さん
- つらい時代の娘たち / 二人だけの場所
- 甘い罠 / イエス･オア･ノー

（以上、コロムビアレコードからリリース）

### ソロ作品
- ママに逢いたい（「ワンサくん」第22話 - 第24話オープニングテーマ）